# صالح المسند
صالح ناصر المسند (مواليد 1961-) لاعب كرة قدم كويتي سابق، لعب في نادي كاظمة ومنتخب الكويت الوطني بين أعوام 1978 و 1997.

## سيرته
لاعب كرة قدم كويتي سابق، لعب مع منتخب الكويت ونادي كاظمه سابقا وواحد من أبرز المهاجمين الذين شغلوا أكثر من مركز في هذا الخط، وكان أداؤه ثابتاً في كل الأماكن، لمع اسمه سريعاً في صفوف الفريق الأول لنادي كاظمة وهو لم يبلغ من العمر 16 عاماً، وسرعان ما أصبح كأحد المهاجمين الذين يعتمد عليهم نادي كاظمة حتي وصل عدد مباراته مع ناديه الي 339 مباراة كانت حصيلة أهدافه 100 هدف، وكانت من أهم المباريات التي لعبها عندما سجل هدف في نهائي كأس الأمير 1981/1982، وهدف في نهائي كأس الأمير 1983/1984، أما علي صعيد المنتخب الوطني فقد لعب 20 مباراة دولية سجل فيها 3 اهداف.

## إنجازاته مع النادي
- الدوري الكويتي : 4 مرات.
- كأس الأمير  : 5 مرات.
- كأس ولي العهد  : مرة واحدة.
- هداف الدوري الكويتي  : 1985/1986.
- هداف كأس الأمير  : 1988/1989.
- هداف كأس الخليج للأندية : 1995/1994 برصيد 5 أهداف.